# Stardust (álbum de Willie Nelson)
Stardust é um álbum de estúdio de Willie Nelson, lançado em 1977. Este álbum está na lista dos 200 álbuns definitivos no Rock and Roll Hall of Fame.